# Recettore muscarinico M3
Il recettore muscarinico di tipo M3 è un recettore associato a proteina G di tipo Gq. Il ligando o agonista endogeno è rappresentato dal neurotrasmettitore acetilcolina (ACh), prodotto a livello del sistema nervoso centrale. 
Il recettore muscarinico di tipo M3 è localizzato a livello delle ghiandole esocrine e delle cellule della muscolatura liscia dei vasi sanguigni e del tratto gastrointestinale. 
A livello delle ghiandole esocrine (es. ghiandole salivari) il legame con l'acetilcolina favorisce la secrezione, mentre a livello della muscolatura liscia dei vasi sanguigni e del tratto gastrointestinale provoca rispettivamente vasodilatazione (rilassamento muscolare) e contrazione muscolare. 
A livello delle cellule della muscolatura liscia dei vasi e del tratto gastrointestinale, il legame del recettore muscarinico M3 con l'acetilcolina induce il reclutamento di una proteina G di tipo Gq. La subunità αq della proteina G attiva un enzima denominato fosfolipasi C, che catalizza l'idrolisi di un fosfolipide presenta nella membrana cellulare denominato fosfatidilinositolo-4,5-bifosfato (PIP2). L'idrolisi del PIP2 dà origine a diacilglicerolo (DAG) e inositolo-1,4,5-trifosfato (IP3).
L'IP3, che è idrosolubile, viene rilasciato nel citoplasma e si lega ai canali ionici del calcio presenti a livello del reticolo endoplasmatico, favorendone l'apertura. Questo favorisce la liberazione di calcio, aumentandone la concentrazione nel citoplasma.
Il calcio si associa quindi ad una proteina citoplasmatica denominata calmodulina. Il complesso calcio-calmodulina attiva due vie differenti:
1. nelle cellule muscolari del tratto gastrointestinale il complesso calcio-calmodulina è in grado di attivare la chinasi della catena leggera della miosina (MLCK). Quando viene attivata, la MLCK è in grado di fosforilare le catene leggere della miosina presente nel sarcomero, l'unità contrattile del muscolo, favorendo la contrazione muscolare;
2. nelle cellule endoteliali dei vasi sanguigni il complesso calcio-calmodulina attiva la NO sintasi, un enzima in grado di catalizzare la sintesi del monossido di azoto (NO) a partire dall'amminoacido arginina + ossigeno, con rilascio di citrullina.

Il monossido di azoto, che è una piccola molecola organica in grado di diffondere liberamente attraverso le membrane, passa dall'endotelio vasale alle cellule muscolari lisce adiacenti. Il monossido di azoto si lega a specifici recettori tirosin chinasici solubili. Tale legame porta alla formazione di GMP ciclico, il quale si lega ad una proteina chinasi denominata PKC (protein kinase C), che viene attivata.
La PKC attivata, essendo una chinasi, è in grado da un lato di fosforilare i canali ionici del calcio presenti a livello del reticolo endoplasmatico, che vengono chiusi, con conseguente diminuzione della concentrazione di calcio intracellulare; dall'altro lato, fosforila la fosfatasi della catena leggera della miosina (MLC-P). La MLC-P, fosforilata e attivata, defosforila le catene leggere della miosina. Questo provoca rilassamento muscolare, quindi vasodilatazione. 
Il recettore muscarinico di tipo M3 è presente anche a livello della muscolatura liscia presente nell'occhio, dove il legame con l'acetilcolina è responsabile del meccanismo di accomodazione oculare.